# Llista d'asteroides/173401-173500
| Nom      | Designació provisional | Data de descobriment   | Lloc de descobriment | Descobridor/s         |
| -------- | ---------------------- | ---------------------- | -------------------- | --------------------- |
| 173401 - | 2000 DZ43              | 29 de febrer de 2000   | Socorro              | LINEAR                |
| 173402 - | 2000 DR91              | 27 de febrer de 2000   | Kitt Peak            | Spacewatch            |
| 173403 - | 2000 DM100             | 29 de febrer de 2000   | Socorro              | LINEAR                |
| 173404 - | 2000 DA110             | 29 de febrer de 2000   | Socorro              | LINEAR                |
| 173405 - | 2000 EQ11              | 4 de març de 2000      | Socorro              | LINEAR                |
| 173406 - | 2000 EG16              | 4 de març de 2000      | Kitt Peak            | Spacewatch            |
| 173407 - | 2000 EJ16              | 3 de març de 2000      | Socorro              | LINEAR                |
| 173408 - | 2000 EN18              | 5 de març de 2000      | Socorro              | LINEAR                |
| 173409 - | 2000 EV21              | 5 de març de 2000      | Socorro              | LINEAR                |
| 173410 - | 2000 ET29              | 5 de març de 2000      | Socorro              | LINEAR                |
| 173411 - | 2000 EY61              | 10 de març de 2000     | Socorro              | LINEAR                |
| 173412 - | 2000 EP65              | 10 de març de 2000     | Socorro              | LINEAR                |
| 173413 - | 2000 EM98              | 9 de març de 2000      | Kitt Peak            | Spacewatch            |
| 173414 - | 2000 ED99              | 12 de març de 2000     | Kitt Peak            | Spacewatch            |
| 173415 - | 2000 EA119             | 11 de març de 2000     | Anderson Mesa        | LONEOS                |
| 173416 - | 2000 EU131             | 11 de març de 2000     | Socorro              | LINEAR                |
| 173417 - | 2000 EB139             | 11 de març de 2000     | Catalina             | CSS                   |
| 173418 - | 2000 ER200             | 1 de març de 2000      | Catalina             | CSS                   |
| 173419 - | 2000 FX5               | 25 de març de 2000     | Kitt Peak            | Spacewatch            |
| 173420 - | 2000 FV57              | 26 de març de 2000     | Anderson Mesa        | LONEOS                |
| 173421 - | 2000 FL61              | 29 de març de 2000     | Socorro              | LINEAR                |
| 173422 - | 2000 FP65              | 27 de març de 2000     | Anderson Mesa        | LONEOS                |
| 173423 - | 2000 FE73              | 26 de març de 2000     | Anderson Mesa        | LONEOS                |
| 173424 - | 2000 GV23              | 5 d'abril de 2000      | Socorro              | LINEAR                |
| 173425 - | 2000 GG31              | 5 d'abril de 2000      | Socorro              | LINEAR                |
| 173426 - | 2000 GY130             | 7 d'abril de 2000      | Kitt Peak            | Spacewatch            |
| 173427 - | 2000 GD141             | 6 d'abril de 2000      | Anderson Mesa        | LONEOS                |
| 173428 - | 2000 GR150             | 5 d'abril de 2000      | Socorro              | LINEAR                |
| 173429 - | 2000 GZ152             | 6 d'abril de 2000      | Anderson Mesa        | LONEOS                |
| 173430 - | 2000 GM154             | 6 d'abril de 2000      | Anderson Mesa        | LONEOS                |
| 173431 - | 2000 GB163             | 9 d'abril de 2000      | Anderson Mesa        | LONEOS                |
| 173432 - | 2000 GE178             | 2 d'abril de 2000      | Anderson Mesa        | LONEOS                |
| 173433 - | 2000 HL1               | 25 d'abril de 2000     | Kitt Peak            | Spacewatch            |
| 173434 - | 2000 HD43              | 29 d'abril de 2000     | Socorro              | LINEAR                |
| 173435 - | 2000 HT43              | 29 d'abril de 2000     | Kitt Peak            | Spacewatch            |
| 173436 - | 2000 HQ72              | 26 d'abril de 2000     | Anderson Mesa        | LONEOS                |
| 173437 - | 2000 JD42              | 7 de maig de 2000      | Socorro              | LINEAR                |
| 173438 - | 2000 JL68              | 7 de maig de 2000      | Kitt Peak            | Spacewatch            |
| 173439 - | 2000 KQ3               | 27 de maig de 2000     | Socorro              | LINEAR                |
| 173440 - | 2000 KD39              | 24 de maig de 2000     | Kitt Peak            | Spacewatch            |
| 173441 - | 2000 KY40              | 30 de maig de 2000     | Kitt Peak            | Spacewatch            |
| 173442 - | 2000 KC54              | 27 de maig de 2000     | Anderson Mesa        | LONEOS                |
| 173443 - | 2000 KE81              | 26 de maig de 2000     | Socorro              | LINEAR                |
| 173444 - | 2000 LG3               | 5 de juny de 2000      | Eskridge             | G. Hug                |
| 173445 - | 2000 NC18              | 5 de juliol de 2000    | Anderson Mesa        | LONEOS                |
| 173446 - | 2000 OH9               | 30 de juliol de 2000   | Prescott             | P. G. Comba           |
| 173447 - | 2000 PT2               | 2 d'agost de 2000      | Socorro              | LINEAR                |
| 173448 - | 2000 PY23              | 2 d'agost de 2000      | Socorro              | LINEAR                |
| 173449 - | 2000 QO6               | 25 d'agost de 2000     | Emerald Lane         | L. Ball               |
| 173450 - | 2000 QG7               | 25 d'agost de 2000     | Socorro              | LINEAR                |
| 173451 - | 2000 QN8               | 25 d'agost de 2000     | Višnjan Observatory  | K. Korlević, M. Jurić |
| 173452 - | 2000 QE14              | 24 d'agost de 2000     | Socorro              | LINEAR                |
| 173453 - | 2000 QF16              | 24 d'agost de 2000     | Socorro              | LINEAR                |
| 173454 - | 2000 QD20              | 24 d'agost de 2000     | Socorro              | LINEAR                |
| 173455 - | 2000 QE41              | 24 d'agost de 2000     | Socorro              | LINEAR                |
| 173456 - | 2000 QV41              | 24 d'agost de 2000     | Socorro              | LINEAR                |
| 173457 - | 2000 QG45              | 24 d'agost de 2000     | Socorro              | LINEAR                |
| 173458 - | 2000 QV82              | 24 d'agost de 2000     | Socorro              | LINEAR                |
| 173459 - | 2000 QX88              | 25 d'agost de 2000     | Socorro              | LINEAR                |
| 173460 - | 2000 QU92              | 25 d'agost de 2000     | Socorro              | LINEAR                |
| 173461 - | 2000 QC96              | 28 d'agost de 2000     | Socorro              | LINEAR                |
| 173462 - | 2000 QM107             | 29 d'agost de 2000     | Socorro              | LINEAR                |
| 173463 - | 2000 QH131             | 24 d'agost de 2000     | Socorro              | LINEAR                |
| 173464 - | 2000 QX154             | 31 d'agost de 2000     | Socorro              | LINEAR                |
| 173465 - | 2000 QX168             | 31 d'agost de 2000     | Socorro              | LINEAR                |
| 173466 - | 2000 QJ169             | 31 d'agost de 2000     | Socorro              | LINEAR                |
| 173467 - | 2000 QG194             | 31 d'agost de 2000     | Socorro              | LINEAR                |
| 173468 - | 2000 QF210             | 31 d'agost de 2000     | Socorro              | LINEAR                |
| 173469 - | 2000 RX27              | 1 de setembre de 2000  | Socorro              | LINEAR                |
| 173470 - | 2000 RZ46              | 3 de setembre de 2000  | Socorro              | LINEAR                |
| 173471 - | 2000 RX57              | 7 de setembre de 2000  | Kitt Peak            | Spacewatch            |
| 173472 - | 2000 RS87              | 2 de setembre de 2000  | Anderson Mesa        | LONEOS                |
| 173473 - | 2000 RD90              | 3 de setembre de 2000  | Socorro              | LINEAR                |
| 173474 - | 2000 RH104             | 6 de setembre de 2000  | Socorro              | LINEAR                |
| 173475 - | 2000 SA1               | 18 de setembre de 2000 | Socorro              | LINEAR                |
| 173476 - | 2000 SZ27              | 23 de setembre de 2000 | Socorro              | LINEAR                |
| 173477 - | 2000 SG35              | 24 de setembre de 2000 | Socorro              | LINEAR                |
| 173478 - | 2000 SE38              | 24 de setembre de 2000 | Socorro              | LINEAR                |
| 173479 - | 2000 SB52              | 23 de setembre de 2000 | Socorro              | LINEAR                |
| 173480 - | 2000 SQ67              | 24 de setembre de 2000 | Socorro              | LINEAR                |
| 173481 - | 2000 SB73              | 24 de setembre de 2000 | Socorro              | LINEAR                |
| 173482 - | 2000 ST84              | 24 de setembre de 2000 | Socorro              | LINEAR                |
| 173483 - | 2000 SD86              | 24 de setembre de 2000 | Socorro              | LINEAR                |
| 173484 - | 2000 SW91              | 23 de setembre de 2000 | Socorro              | LINEAR                |
| 173485 - | 2000 SG109             | 24 de setembre de 2000 | Socorro              | LINEAR                |
| 173486 - | 2000 SK133             | 23 de setembre de 2000 | Socorro              | LINEAR                |
| 173487 - | 2000 SR134             | 23 de setembre de 2000 | Socorro              | LINEAR                |
| 173488 - | 2000 SO139             | 23 de setembre de 2000 | Socorro              | LINEAR                |
| 173489 - | 2000 SE173             | 28 de setembre de 2000 | Socorro              | LINEAR                |
| 173490 - | 2000 SP176             | 28 de setembre de 2000 | Socorro              | LINEAR                |
| 173491 - | 2000 SY185             | 21 de setembre de 2000 | Kitt Peak            | Spacewatch            |
| 173492 - | 2000 SZ187             | 21 de setembre de 2000 | Haleakala            | NEAT                  |
| 173493 - | 2000 SW208             | 25 de setembre de 2000 | Socorro              | LINEAR                |
| 173494 - | 2000 SG250             | 24 de setembre de 2000 | Socorro              | LINEAR                |
| 173495 - | 2000 SW272             | 28 de setembre de 2000 | Socorro              | LINEAR                |
| 173496 - | 2000 SO284             | 23 de setembre de 2000 | Socorro              | LINEAR                |
| 173497 - | 2000 SQ301             | 28 de setembre de 2000 | Socorro              | LINEAR                |
| 173498 - | 2000 SH308             | 30 de setembre de 2000 | Socorro              | LINEAR                |
| 173499 - | 2000 SU309             | 25 de setembre de 2000 | Socorro              | LINEAR                |
| 173500 - | 2000 SL311             | 26 de setembre de 2000 | Socorro              | LINEAR                |